# Réfractomètre hyperfréquence

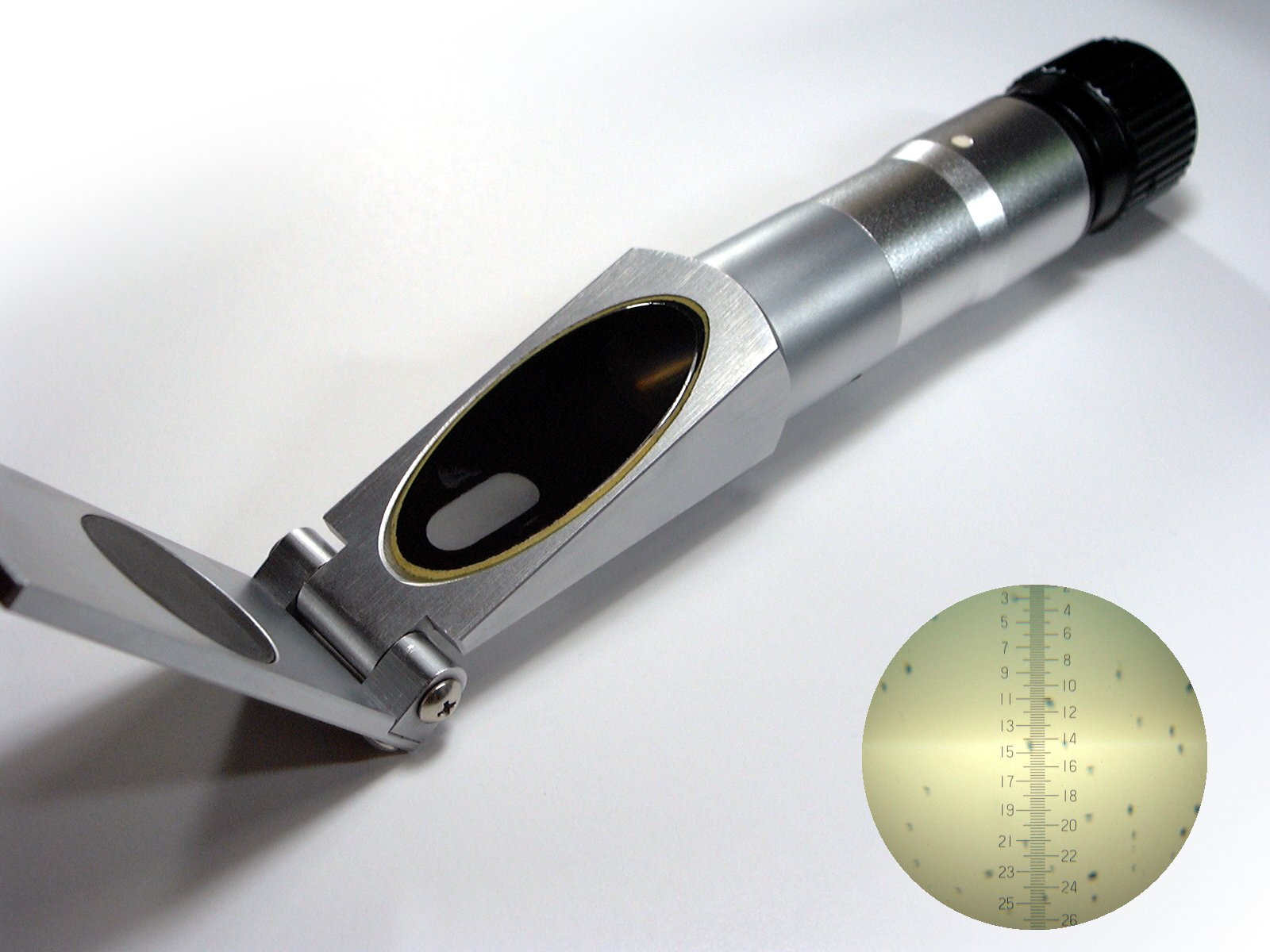
Un réfractomètre commun

Le réfractomètre hyperfréquence est un type de réfractomètre qui permet la mesure de l’indice de réfraction de l'air grâce à l'utilisation de la variation d'un signal hyper-fréquence qui le traverse. Cet appareil permet de mieux comprendre les problèmes de propagation des ondes radioélectriques, en particulier des signaux très haute fréquence. Les altérations de l’indice, en particulier les gradients importants, peuvent entraîner des ruptures de communication sur les faisceaux hertziens ou encore des troubles importants pour le fonctionnement des radars.

## Principe

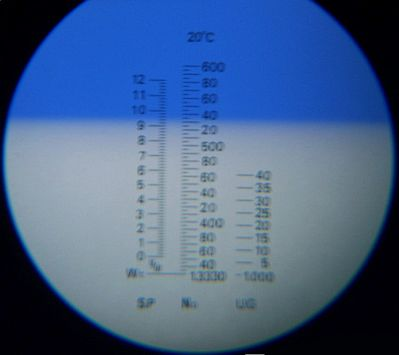
Affichage de la variation de N

L'appareil est constitué d'une cavité micro-ondes dont la fréquence ({\displaystyle f}) de résonance est fonction de sa dimension et de l'indice de réfraction de l'air qu'elle contient ({\displaystyle n}). Ses dimensions étant connues, sa fréquence de base ({\displaystyle casesf_{r}}) est déterminée au cours de l'étalonnage avec un indice de réfraction connu ({\displaystyle n_{r}}). On peut relier la variation de la fréquence de l'onde avec la variation de l'indice de réfraction ainsi :
{\displaystyle {\frac {\triangle f}{f_{r}}}={\frac {\triangle n}{n_{r}}}}
On définit {\displaystyle \triangle n} comme le co-indice {\displaystyle N} qui s'exprime ainsi {\displaystyle N=(n-1)\times 10^{6}} car c'est l'ordre de variation de {\displaystyle n} dans l’atmosphère terrestre. {\displaystyle N} est relié aux paramètres d'environnement par la formule : 
{\displaystyle N=77{,}6\left({\frac {P}{T}}\right)+3{,}73\times 10^{5}\left({\frac {e}{T^{2}}}\right)\qquad \qquad {\begin{cases}P={\rm {pression\ (hPa)}}\\T={\rm {temp{\acute {e}}rature\ absolue\ (K)}}\\e={\rm {pression\ de\ vapeur\ d'eau\ contenue\ dans\ l'air\ (hPa)}}\end{cases}}}
On peut donc mesurer la variation de {\displaystyle N} quand on connait {\displaystyle P}, {\displaystyle e} et {\displaystyle T}, et vice versa.

## Mesure de l'humidité en vol

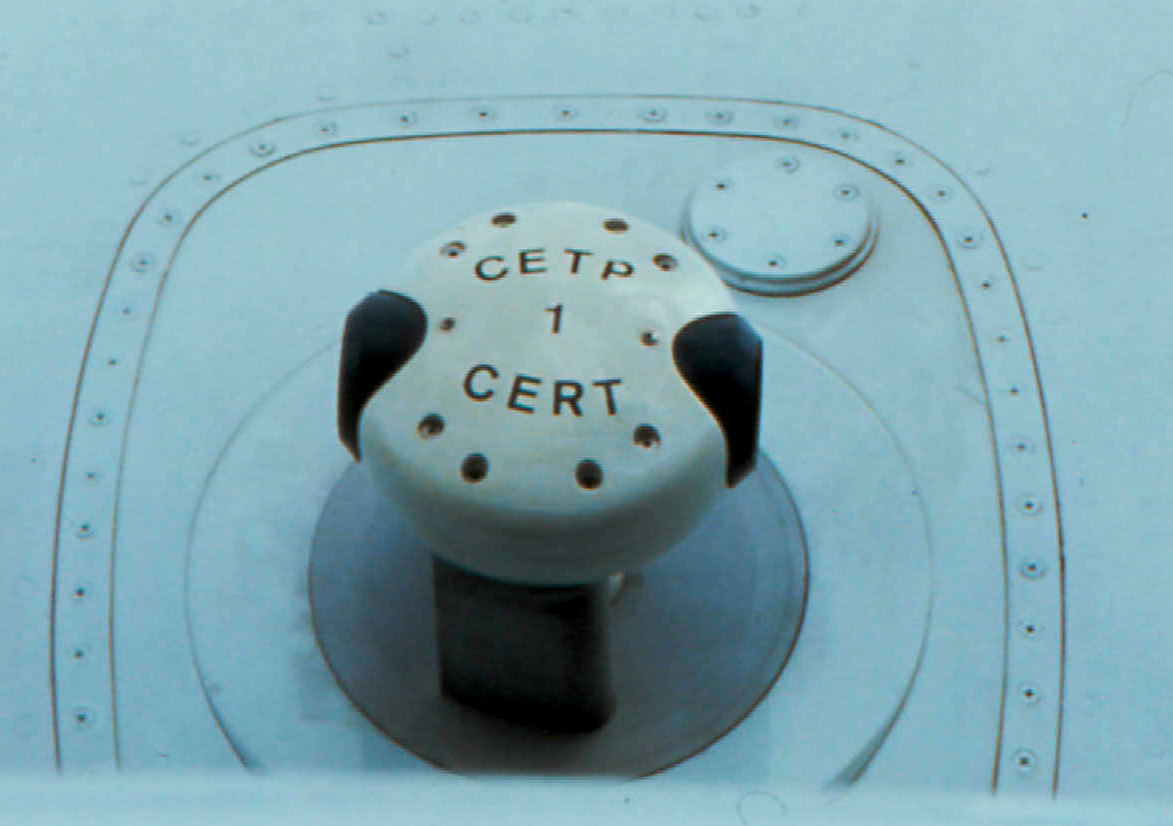
Capteur du réfractomètre monté sur un hublot d'avion

L'humidité atmosphérique est un paramètre difficile à mesurer, en particulier à bord des avions où les variations de températures sont importantes. Les capteurs traditionnels ont en plus des temps de réponse peu compatibles avec les besoins des mesures destinées à la recherche, faites à bord d'avions. Le réfractomètre hyperfréquence est une excellente solution car par définition, son temps de réponse est très court. Les paramètres de pression et de température sont faciles à mesurer. Mesurant {\displaystyle N} avec la variation de fréquence, on en déduit alors la pression partielle de vapeur d'eau et donc l'humidité atmosphérique.
Cependant, les concepteurs des réfractomètres hyperfréquences embarqués à bord d'aéronefs ont dû résoudre le très crucial problème de la variation de fréquence due à la déformation de la cavité causée par les variations importantes de température. Celles-ci peuvent atteindre facilement 80 °C. Un appareil de ce type a été développé au cours des années 1990 par le Centre d'étude des environnements terrestres et planétaires (CETP) en collaboration avec le CERT.

## Adaptation radar

Principe du sondage radar

Le principe du réfractomètre peut être élargi au radar sans cette fois nécessiter une cavité résonnante. En effet, un radar envoie des impulsions micro-ondes qui sont reflétées par les cibles qui se trouvent dans l'atmosphère. Certaines de ces cibles au sol sont fixes (édifices, ponts, tours de communication, etc.) et peuvent être considérées comme la paroi d'une cavité de l'instrument. Les retours de ces cibles devraient avoir toujours le même déphasage par rapport au signal envoyé si l'air garde les mêmes caractéristiques de température, pression et humidité.
Cependant, ces variables changent localement à l'intérieur de la zone sondée par un radar, typiquement 240 km de rayon. De plus, elles varient dans le temps avec le déplacement des masses d'air. On peut donc utiliser le principe du réfractomètre à cavité avec un radar pour visualiser les variations de la température, pression et humidité d'un endroit à l'autre dans la zone sondée, ainsi que sa variation dans le temps en chaque point. 
Durant les années 1990, Dr. Frédéric Fabry de l’Observatoire radar J.S. Marshall de l'université McGill à Montréal, Canada, a utilisé le radar météorologique dans ce but. Il a développé des algorithmes informatiques pour traiter les retours et en extraire la valeur de {\displaystyle N} près du sol. Une fois {\displaystyle N} obtenu, on peut tracer des zones ayant les mêmes caractéristiques de températures et d'humidité en comparant celles obtenues avec des stations météorologiques du secteur. Les détails obtenus sont beaucoup plus fins que ceux qu'on peut obtenir avec ces stations qui se situent à des dizaines ou des centaines de kilomètres l'une de l'autre.
Comme le faisceau s'élève avec la distance au radar à cause de la courbure de la Terre, le rayon utile de ce réfractomètre ne dépasse généralement pas 40 km. Au-delà de cette distance le faisceau est trop éloigné du sol pour noter des cibles fixes. C'est cependant suffisant pour noter les zones plus chaudes et humides où les orages pourraient se développer, ou bien le passage d'un front froid qui n'a pas encore produit de pluie mais qui pourrait bien en déclencher.